# Amphoe Thalang
Amphoe Thalang (thailändisch อำเภอ ถลาง) ist ein Landkreis (Amphoe – Verwaltungs-Distrikt)  im Norden der Provinz Phuket. Die Provinz Phuket liegt in der Südregion von Thailand.

## Geographie
Der Landkreis Thalang grenzt im Südosten an Amphoe Mueang Phuket und im Südwesten an Amphoe Kathu, nach Norden liegt Amphoe Takua Thung der Provinz Phang Nga, der über eine Brücke über die Pak-Prah-Meerenge erreicht werden kann.

## Geschichte
Thalang ist das historische Zentrum der Provinz Phuket, bekannt als Mueang Thalang. Der Gouverneur hatte zu jener Zeit den Titel Phraya Thalang (พระยาถลาง). Der derzeitige Landkreis Thalang wurde erst 1898 eingerichtet.

## Verkehr
Der Phuket International Airport liegt im Landkreis Thalang. Die Haupt-Fernstraße ist der Highway 402, der in Nord-Süd-Richtung von der Brücke über die Pak-Prah-Meerenge bis zur Stadt Phuket führt.

## Sehenswürdigkeiten
- Nationalmuseum Thalang – liegt in der Nähe des Schlachtfeldes der „Schlacht von Thalang“, in der 1785 die Frauen von Thalang die burmesische Armee in die Flucht schlugen. Ausgestellt sind Altertümer aus Phukets langer Geschichte.
- Wat Phra Thong (Tempel des Goldenen Buddha) – Buddhistischer Tempel (Wat) mit halb vergrabener goldener Buddha-Statue
- Naturpark Khao Phra Thaeo – 22 km² großer Park mit vielerlei Wildtieren und den Wasserfällen Ton Sai und Bang Pae; Auswilderungsstation für Weißhand-Gibbons (Hylobates lar) – siehe Weblinks.
- Nationalpark Sirinat – 90 km² großer Nationalpark in der Nähe des Flughafens, mit Mangroven-Wald bei Ta Chatchai an Phukets nördlichstem Punkt

## Verkehr
In Amphoe Thalang liegt der internationale Flughafen Phuket.

## Verwaltung

### Provinzverwaltung
Der Distrikt hat sechs Kommunen (Tambon), die wiederum in 46 Dorfgemeinschaften (Muban) unterteilt sind.
| \| Nr. \| Name \| Thai \| Muban \| Einw.[1] \| \| --- \| ------------- \| --------- \| ----- \| -------- \| \| 1. \| Thep Krasatti \| เทพกระษัตรี \| 11 \| 20.169 \| \| 2. \| Si Sunthon \| ศรีสุนทร \| 08 \| 18.843 \| \| 3. \| Choeng Thale \| เชิงทะเล \| 06 \| 17.216 \| \| 4. \| Pa Khlok \| ป่าคลอก \| 09 \| 14.096 \| \| 5. \| Mai Khao \| ไม้ขาว \| 07 \| 12.551 \| \| 6. \| Sakhu \| สาคู \| 05 \| 05.632 \| |               |           |       |        |
| Nr. | Name          | Thai      | Muban | Einw.  |
| 1. | Thep Krasatti | เทพกระษัตรี | 11    | 20.169 |
| 2. | Si Sunthon    | ศรีสุนทร    | 08    | 18.843 |
| 3. | Choeng Thale  | เชิงทะเล   | 06    | 17.216 |
| 4. | Pa Khlok      | ป่าคลอก    | 09    | 14.096 |
| 5. | Mai Khao      | ไม้ขาว     | 07    | 12.551 |
| 6. | Sakhu         | สาคู       | 05    | 05.632 |

### Lokalverwaltung
Es gibt vier Kleinstädte (Thesaban Tambon) im Landkreis:
- Choeng Thale (เทศบาลตำบลเชิงทะเล) besteht aus Teilen des Tambon Choeng Thale.
- Thep Krasatti (เทศบาลตำบลเทพกระษัตรี) besteht aus Teilen des Tambon Thep Krasatti.
- Si Sunthon (เทศบาลตำบลศรีสุนทร) besteht aus dem ganzen Tambon Si Sunthon.
- Pa Khlok (เทศบาลตำบลป่าคลอก) besteht aus dem ganzen Tambon Pa Khlok.

Es gibt weiterhin vier „Tambon-Verwaltungsorganisationen“ (TAO, องค์การบริหารส่วนตำบล) für die Tambon oder die Teile von Tambon im Landkreis, die zu keiner Stadt gehören.